# ステファノ・デンスビル
- ステファノ・デンスウィル
- ステファノ・デンスヴィル

ステファノ・デンスビル（Stefano Denswil、  1993年5月7日 - ）は、オランダ・北ホラント州ザーンダム出身のプロサッカー選手。ポジションはDF。他に『ステファノ・デンスウィル』や『ステファノ・デンスヴィル』などの表記もある。

## 来歴
2001年にアヤックス・アムステルダムのユースアカデミーに入団。2012-13シーズンにトップチームに昇格。2012年10月31日のKNVBカップのONSスネーク戦でプロデビュー。11月3日のフィテッセ戦でエールディヴィジ初出場。2013年9月18日には、UEFAチャンピオンズリーグに初出場するも、FCバルセロナに0-4で敗退した。
2015年1月3日、クラブ・ブルッヘと契約。加入後先発に定着し、2015-15、2017-18シーズンにベルギー・ファースト・ディビジョンAとベルギー・スーパーカップ優勝を経験した。
2019年7月7日、ボローニャFCと2022年までの契約を締結したことが発表された。
2021年1月7日、クラブ・ブルッヘにシーズン終了までのレンタル移籍が発表された。
2021年8月21日、トラブゾンスポルにレンタル移籍した。2022年6月16日に完全移籍となり、3年契約を締結した。

## 代表経歴
2007年から2013年にかけて、各ユース世代のオランダ代表でプレーした。
2023年5月、スリナム代表に鞍替えすることを表明した。